# ニッポン放送週末ナイターオフ夕方ワイド番組
ニッポン放送週末ナイターオフ夕方ワイド番組（ニッポンほうそうしゅうまつナイターオフゆうがたワイドばんぐみ）はニッポン放送の週末（土曜日・日曜日）のナイターオフ期間の18時台・19時台・20時台の夕方のラジオ番組の一覧の総称である。

## 概要
3月末（または4月始）から9月末（または10月始）の半年間に放送されているニッポン放送ショウアップナイターの時間帯の冬季の18時台（ここで載せるのは主に18:00-21:00の時間の番組。下記はその一覧である。
2009年以降、番組によっては19:00以降のパートを一部NRN局へもネットされるが、自社編成番組やブロックネット番組、別局からのネット、箱番組の連続編成を行う場合が多く、平日に比べるとネット局は少ない。一方でニッポン放送でも『Jリーグ RADIO』を編成したり、別番組を組み込む関係で一部時間帯の裏送りネットを行うことも多々ある。
一方で日曜日は原則関東ローカルで放送される。

## 歴代番組の一覧（土曜日）
☆は関東ローカル。
- 1974年度：あいざき進也のハイ・ハイ・ハイ!（19:00 - 20:00）／ハッピースタジオ 鶴光・寛子の反省してます（20:00 - 21:00）
- 1975年度：吉川団十郎参上!（18:30 - 19:00）／ヒロミとミカミのラジオジャック7PM（19:00 - 20:00）／野口五郎のハロー・ゴロー・ラブ・ラブ・ラブ（20:00 - 21:00）
- 1976年度：千昌夫の歌謡曲だよ!ドッキリ放送局（19:00 - 19:30）／人気爆発!土曜の夜はフォーク電リク（太田裕美 他　19:30 - 21:00）
- 1977年度：変身ウィークエンド・踊れ!ヒットだ!電話リクエスト（19:30 - 21:30）
- 1978年度：リューベン&カンパニー スーパーゲストどんとこいハウス（18:00 - 19:00）／感度プルプル・デンパッパ!タモリの世界最大ポップス電話リクエスト（19:00 - 21:00）
- 1979年度：大爆笑!ウルトラアニメ傑作座（18:00 - 18:30）／欽ちゃんのここからトコトン（18:30 - 19:30）／土曜の夜はドヨヨ電リク!タモリのベル・ジャン・ジャン・ジャン（19:30 - 21:30）
- 1980年度：欽ちゃんのここからトコトン（18:00 - 19:00）／池田まさると紳助・竜介のギンギンギラギラギャグどんぶり（19:00 - 21:00）
- 1981年度：欽ちゃんのここからトコトン（18:00 - 19:00）／電話好きっこラジオっ娘 〜男の子にはナイショなの〜（19:00 - 21:00）
- 1982年度：欽ちゃんのここからトコトン（18:00 - 19:00）／電話好きっこラジオっ娘 〜男の子にはナイショなの〜（19:00 - 21:00）
- 1983年度：欽ちゃんのここからトコトン（18:00 - 19:00）／学園バラエティー パンツの穴（19:00 - 20:00）／サウンドフラッシュ 郷ひろみ・Go’sカンパニー（20:00 - 21:00）
- 1984年度：だんとつタモリ おもしろ大放送!（18:00 - 20:00）／アンコーのシネマランド（20:00 - 20:30）／前略、一世風靡セピア（20:30 - 21:00）
- 1985年度：だんとつタモリ おもしろ大放送!（18:00 - 20:00）／中山美穂 ちょっとだけええかっこC（20:00 - 20:30）／南野陽子 落書きだらけのクロッキーブック（20:30 - 21:00）
- 1986年度：かけこみワイド・鶴光のまかせなさい!（18:00 - 20:00）／土曜電リクファッション大魔王（20:00 - 22:00）
- 1987年度：だんとつタモリ おもしろ大放送!（18:00 - 20:00）／激突!あごはずしショー（20:00 - 21:00）
- 1988年度：泉谷しげるの土曜はまかせろ!!（18:00 - 20:00）／邦子とキッチュのTVで遊ぶ生ラジオ（20:00 - 21:00）
- 1989年度：泉谷しげるの土曜はまかせろ!!（18:00 - 20:00）／邦子のYAM YAM ももテレビ（20:00 - 21:00）
- 1990年度：山田邦子 涙の電話リクエスト（18:00 - 20:00）／SHINE'S（杉村太郎・伊藤洋介）のTOKYOカラオケHITクラブ（20:00 - 21:00）
- 1991年度：山田邦子 涙の電話リクエスト（18:00 - 20:00）／KERAと犬子の四次元ラヂオテクノスケ（20:00 - 21:00）
- 1992年度：山田邦子 涙の電話リクエスト（18:00 - 20:00）／ラジオブロンクス〜世界でいちばん危険な夜〜（松村邦洋、奥山佳恵　20:00 - 21:00）
- 1993年度：サタデー ビートDEスポーツ!（18:00 - 19:00）／奥山佳恵の美少女白書 ないしょDEナイト（19:00 - 21:00）
- 1994年度：サタデー・スポーツステーション（18:00 - 19:00）／後藤鮪郎の正義のラジオ!ジャンベルジャン!（19:00 - 21:00）
- 1995年度：サタデー・ドッカン!スタジアム（18:00 - 19:00）／三代目魚武濱田成夫の東京インタビュー（19:00 - 21:00）
- 1996年度：サタデー・スポーツベガス（18:00 - 19:00）／岩男潤子と荘口彰久のスーパーアニメガヒットTOP10（19:00 - 21:00）
- 1997年度：突撃!SPORTS KING（18:00 - 18:50）／サタデートークバトル ザ・グッチーズ（柴田理恵、塚越孝　19:00 - 21:00）
- 1998年度：大魔神佐々木主浩のサタデーSPORTS KING!（18:00 - 19:00）／大瀧詠一プロデュース スクリーン&ラブサウンズコレクション（戸田恵子　19:00 - 20:30）
- 1999年度：デーブ大久保のサタデースポーツスタジアム（17:40 - 19:00）／玉川美沙のサタデーサウンドウォーカー（19:00 - 20:30）
- 2000年度：デーブと王理恵のスポーツ天国（17:40 - 19:00）／タモリの週刊ダイナマイク（19:00 - 20:30）
- 2001年度：デーブ大久保のスポーツ天国（17:30 - 19:00）／スーパーステーション（19:00 - 20:00）
- 2002年度：ショウアップナイターニュース（LF 17:30 - 19:00／NRN 19:00 - 21:00） - 同一タイトルを使用するが、パーソナリティが異なる。後者は完全裏送り体制
- 2003年度：☆ショウアップナイターストライク!（17:30 - 19:00）／キャプテン川淵の行こうぜ!オレたちのニッポン（19:00 - 19:30）／サタデーステーション（19:30 - 20:30）／EXILE BEAT ROOM（20:30 - 21:00）
- 2004年度：☆板東英二のバンバンストライク（17:30 - 19:30）／☆タモリの週刊ダイナマイク（19:30 - 21:00）

2004年度 - 2008年度：サタデーソングコレクション（NRN 19:00 - 21:00） - この4年間は関東ローカルと全国ネットで番組が分かれた。ネット局向けに放送されたサウンドコレクションのブラッシュアップ版ともいえる番組
- 2005年度：☆福澤朗ラジオ☆スター（17:30 - 19:00）／☆ブリタモリ大百科事典（19:00 - 20:30）
- 2006年度：☆榊原郁恵のおしゃべりパーク 歌うリクエスト（17:30 - 20:00）
- 2007年度：☆師岡正雄のショウアップナイター編集部!（17:30 - 20:00）
- 2008年度：☆上柳昌彦 土曜日のうなぎ（17:30 - 20:00）／☆ショウアップナイタードリーム（20:00 - 21:00）
- 2009年度：滝良子のミュージックスカイホリデー（LF 18:00 - 21:30／NRN 19:00 - 21:00）
- 2010年度：☆ショウアップナイターレジェンド（18:00 - 19:00）／サタデーキューティナイト アイドルスタジオNo.1（LF 19:00 - 19:50／NRN 19:00 - 20:30）
- 2011年度：サタデー知っとかナイツ（LF 18:00 - 21:00／NRN 19:00 - 21:00）
- 2012年度：☆渡部陽一 勇気のラジオ（18:00 - 19:00）／吉田尚記 BUZZ ニッポン（LF 19:00 - 20:40／NRN 19:00 - 21:00）
- 2013年度：古坂大魔王 ツギコレ（LF 18:00 - 20:20／NRN 19:00 - 21:00）／☆DISCO NIGHT NIPPON（20:20 - 20:40）／☆片岡篤史 激アツ!プロ野球（20:40 - 21:00）
- 2014年度：☆師岡正雄 サタデーショウアップスポーツ（17:50 - 19:00）／マキタスポーツ 土曜もキキマスター!（19:00 - 21:00）
- 2015年度：ウィークリースポーツトーク マイチャレンジ（LF 18:00 - 19:40／NRN 19:00 - 20:00）／RADIO SHANGRI-LA[1]（20:00 - 21:00）
- 2016年度：新発見!有楽町合金（LF 18:00 - 20:00／NRN 19:00 - 20:00）／ザ・プレイヤーズ（20:00 - 21:00）
- 2017年度：イマ旬!サタデーナイト（LF 18:30 - 20:00／NRN 19:00 - 20:00）／Reprofile（20:00 - 20:20）／春奈るな るなティックワールド（20:20 - 20:40）／玉城ティナ と ある世界（20:40 - 21:00）
  - 20時台の3番組は、NRN向けとしては3番組一括でのネット受けとなっており、一部のネット局の番組表ではコンプレックス枠として扱われる。
  - ニッポン放送で『ショウアップナイタースペシャル』を編成したり、スペシャルウィーク期間中で『イマ旬』を拡大する[2] 場合、ネット局では『イマ旬』は通常通り20時まで放送し、20時以降はこの3番組を休止したうえで『サウンドコレクション』を裏送りする。
- 2018年度：高嶋ひでたけと里崎智也 サタデーバッテリートーク（LF 18:00 - 20:30／NRN 19:00 - 20:30）／須田慎一郎のニュースアウトサイダー（20:30 - 21:00）
- 2019年度：☆やじうまサタデー よっ!たかしま屋!（LF 18:00 - 19:00） [3]／Kis-My-Ft2のオールナイトニッポンPremium（NRN 19:00 - 21:00）[4]
- 2020年度：☆高嶋ひでたけ・森田耕次のキニナル・サタデー（LF 17:40 - 19:00）／Kis-My-Ft2のオールナイトニッポンPremium（NRN 19:00 - 21:00）
- 2021年度：☆高嶋ひでたけ・森田耕次のキニナル・サタデー（LF 17:40 - 19:00）／なにわ男子のオールナイトニッポンPremium（NRN 19:00 - 21:00）
- 2022年度：☆ラジオペナントレースNEXT powered by ニッポン放送ショウアップナイター（LF 17:50-19:00）／オールナイトニッポン55周年記念 オールナイトニッポンPremium（NRN 19:00-21:00）
- 2023年度：☆ニッポン放送ショウアップナイタースペシャル ラジオペナントレース（LF 17:50 - 19:00）
  - NRN枠のワイド番組は設定されず、19:00 - 21:00で箱番組3本を編成。
- 2024年度：☆ニッポン放送ショウアップナイタースペシャル ラジオペナントレース（LF 17:50-19:00）／2024年10月5日 - 11月2日：サタデースペシャル・2024年11月9日 - :藤井貴彦 Saturday Night Buzz（NRN 19:00-21:00）

## 歴代番組の一覧（日曜日）
- 1975年度：カンタベリーポップショップ（田中正美、カルメン　18:10 - 19:00）／東京アフロディーテ（19:00 - 19:30）／ずうとるびのドリームランド（19:30 - 20:00）／サンデーソウルイン（20:00 - 20:30）／BBCポップススペシャル（20:30 - 21:00）
- 1976年度：お楽しみ演芸館（18:10 - 18:30）／アイドルハウス（18:30 - 19:00）／キャンパス・ライフ'76（19:00 - 19:30）／ずうとるびのファイト!ファイト!（19:30 - 20:00）／田中星児のOh!ビューティフル学園（20:00 - 20:30）／ニューミュージック・ジャーニー（20:30 - 21:00）
- 1977年度：山内賢の音楽旅行（18:00 - 18:30）／岩崎宏美のロマンススタジオ（18:30 - 19:00）／独占プロデュース60分（19:00 - 20:00）／ハローミュージックシティー（20:00 - 21:00）
- 1978年度：ラジオラマ30分（18:00 - 18:30）／輝けスター 銀座音楽祭への道（18:30 - 19:00）／ハローミュージックシティー（19:00 - 20:00）／武田鉄矢のムービージャングル（20:00 - 21:00）
- 1979年度：それ行けスター!プロ野球歌謡大進撃（18:00 - 18:30）／庄野真代のときめきポップ・ステーション（18:30 - 19:00）／小沢征爾の世界（19:00 - 20:00）／杉田二郎と越美晴の俺たち音楽仲間（20:00 - 21:00）
- 1980年度：堺屋太一のサンデー・ホット・ジャーナル（18:00 - 18:30）／ラジオカプセル'80（18:30 - 19:00）／輝けスター 銀座音楽祭への道（19:00 - 19:30）／ワールド・ワイド・ラジオ（19:30 - 20:00）／ラジオまんぱく コミック・ザ・ベストテン（20:00 - 21:00）
- 1981年度：マイクレポート（18:00 - 18:15）／ラジオスペシャル（18:15 - 19:00）／梨元勝のラジオハガキ大賞（19:00 - 20:00）／ゼロックス キャンパスケーション 武田鉄矢のこころは自然流（20:00 - 21:00）
- 1982年度：リバティーベル ポップコレクション 斉藤慶子 DOKIDOKIフィーリング（18:00 - 18:30）／作詞でサクセス ビバヤング作詞大賞（18:30 - 19:00）／スーパーステーション「いまラジオ時代」（19:00 - 19:45）／輝けスター!銀座音楽祭への道（19:45 - 20:00）／DJコービーのカメハメハ・パーティ
- 1983年度：作詞でサクセス ビバヤング作詞大賞（18:00 - 18:20）／スーパーステーション これがラジオだ（18:20 - 19:00）／長島・王「友情」（19:00 - 19:30）／松山千春 マイライフマイトーク（19:30 - 20:00）／Ringo’ｓ Yellow Submarine（20:00 - 21:00）
- 1984年度：古舘伊知郎のフルタッチ歌謡曲（18:00 - 20:00）／スーパーステーション（20:00 - 20:40）／作詞でサクセス ビバヤング作詞大賞（20:40 - 21:00）
- 1985年度：江本孟紀の勇気わくわく大放送（18:00 - 20:00）／湯浅明の芸能探偵団（20:00 - 20:30）／スーパーステーション（20:30 - 21:00）
- 1986年度：山田透のスポーツ探偵団（18:00 - 18:15）／スーパーステーション（18:15 - 19:00）／カモン・ザ・ナイト 大江戸アドヴェンチャー（19:00 - 22:00）
- 1987年度：極楽ワイド鶴ちゃんでーす!（18:00 - 20:00）／スーパーステーション（20:00 - 20:30）／アグネスのポップ・オブ・ザ・ワールド（20:30 - 21:00）
- 1988年度：所ジョージのサンデースポーツパラダイス（18:00 - 18:50）／スーパーステーション（18:50 - 19:30）／ザ・ミュージックヒーロー（19:30 - 20:00）／田原俊彦 Dancin' Tonight（20:00 - 21:00）
- 1989年度：所ジョージのトコロのココロ（18:00 - 19:30）／スーパーステーション（19:30 - 20:30）／生稲晃子 デートはこれから（20:30 - 21:00）
- 1990年度：江本孟紀の俺の出番だ!（18:00 - 19:00）／関根潤三のおしゃべりダッグアウト（19:00 - 19:30）／モータースポーツホットステージ（19:30 - 20:00）／スーパーステーション（20:00 - 21:00）
- 1991年度：史上最大のカウントダウン みんなのヒット500曲（山本剛士　18:00 - 20:00）／スーパーステーション（20:00 - 21:00）
- 1992年度：ミュージックコレクション ザ・スーパースターAtoZ（山本剛士　18:00 - 20:00）／スーパーステーション（20:00 - 21:00）
- 1993年度：あの頃の君にカウントダウン ザ・ベスト20・オブ・ザ・イヤー（畑中秀哉　18:00 - 20:00）／スーパーステーション（20:00 - 21:00）
- 1994年度：激突サウンドラリアート 泉谷しげる 俺にもやらせろ!（18:00 - 19:00）／スーパーステーション（20:00 - 21:00）
- 1995年度：スーパー“ナッツ”コレクション（POKI　18:00 - 20:00）／スーパーステーション（20:00 - 21:00）
- 1996年度：19XX スーパー“ナッツ”カウントダウン（あいざわ元気　18:00 - 20:00）／スーパーステーション（20:00 - 21:00）
- 1997年度：平野友康のお台場ラジオ会館（18:00 - 20:00）／スーパーステーション（20:00 - 21:00）
- 1998年度：タモリの週刊ダイナマイク（18:00 - 19:30）／加トちゃんのスーパー黄金伝説（19:30 - 20:00）／スーパーステーション（20:00 - 21:00）
- 1999年度：原千晶のSunday Sound Walker（18:00 - 21:00）
- 2000年度：原千晶のSunday Sound Walker（16:00 - 18:30）／サンデースポーツHERO（18:30 - 20:30）／飯塚文雄のハートミュージック（20:30 - 21:00）
- 2001年度：吉田拓郎とアスリートな彼女たち（17:30 - 18:30）／石橋貴明のレディオイシバシーノ（仮）（18:30 - 19:30）／谷村ひとし ドン・キホーテ交遊録（19:30 - 20:00）／HANG-OUT RADIO（20:00 - 20:20）／OHA-OHA NIGHT（20:20 - 20:50）／ビビッと!Dream（20:50 - 21:00）
- 2002年度：山田邦子のショウアップナイターニュース（17:30 - 19:30）／藤井隆 タカシックスRADIOSHOW（19:30 - 20:00）／スーパーステーション（20:00 - 21:00）
- 2003年度：タモリの週刊ダイナマイク（17:30 - 19:00）／吉田拓郎 わがままベスト10（19:00 - 20:00）／菅原文太 ホーホーふくろう〜日本人の底力〜（20:00 - 20:30）／藤井隆と花の藤井四姉妹（20:30 - 21:00）
- 2004年度：梅田淳YOU LUCK情報局（17:30 - 19:30）／タモリの週刊ダイナマイク（19:30 - 21:00）
- 2005年度：笑福亭鶴光 デジラジキングダム （17:30 - 20:30）／REAL BEAT（渋谷陽一　20:30 - 21:00）
- 2006年度：山田花子と杉本彩と増山さやかのちょっとどうなのよ? （17:30 - 19:00）／笑福亭鶴光のオールナイトニッポンアゲイン（19:00 - 20:00）／キャプテン川淵の行こうぜ!オレたちのニッポン（20:00 - 20:30）／w-inds.のウィンディストリート（20:30 - 21:00）
- 2007年度：サンデースポーツスピリッツ（17:30 - 18:30）／笑福亭鶴光のサンデー○○リクエスト（18:30 - 21:00）
- 2008年度：サンデースポーツスピリッツ（17:30 - 18:30）／東貴博の電話でGO!GO!（18:30 - 21:00）
- 2009年度：オールナイトニッポンサンデー（18:00 - 19:30）／SPECIAL BOX（19:30 - 20:30　月1回『欽ちゃんの“ねぇ”今夜も言ってみよう』）／The Voice of Farmers（20:30 - 21:30）
- 2010年度：皆藤愛子 あいラジ（18:00 - 19:00）／サンデー ズバリ!ラジオ（19:00 - 20:30）／SPECIAL BOX（20:30 - 21:00）
- 日曜18時台 - 21時台の完全なナイターオフ編成はここまで。これ以後は日曜同時間帯においても、ナイターカードが組まれていない場合の番組として通常編成が組まれている。

## 関連
- ニッポン放送平日ナイターオフ18時台夕方帯ワイド番組
- ニッポン放送平日ナイターオフ20時台帯ワイド番組
- ニッポン放送平日ナイターオフ21時台帯ワイド番組